# Chandra (Fluss)
Der Chandra ist der etwa 150 km lange linke Quellfluss des Chandrabhaga (Chanab) im Norden des indischen Bundesstaates Himachal Pradesh.

## Verlauf
Der Chandra durchfließt den Distrikt Lahaul und Spiti im westlichen Himalaya. Der Fluss entsteht südlich des Baralacha-La-Passes in über 5000 m Höhe.
Er wird von mehreren Gletschern gespeist. Der Chandra-Fluss strömt anfangs nach Südosten. Die „Gramphu-Batal-Kaza-Straße“ trifft südlich unterhalb dem Kunzum-Pass vom Spiti-Flusstal kommend auf den Fluss und folgt diesem über eine Strecke von 50 km. Der Fluss wendet sich in einem scharfen Bogen nach Osten. Die unteren 45 km folgt der Manali-Leh-Highway dem Unterlauf des Chandra. Diese erreicht nördlich des Rohtang-Passes von Süden her kommend das Chandra-Tal. Zwischen Khoksar (am Südufer) und Damphug (am Nordufer) überquert die Fernstraße den Fluss. Die Pir-Panjal-Bergkette verläuft südlich des Unterlaufs. Der Chandra vereinigt sich schließlich bei Tandi 5,5 km westlich von Keylong mit dem Bhaga zum Chandrabhaga.